# Milton H. Greene
Milton H. Greene (ur. 14 marca 1922 w Nowym Jorku, zm. 8 sierpnia 1985 w Los Angeles) – amerykański fotograf mody i celebrytów oraz producent filmowy i telewizyjny, najbardziej znany ze swoich sesji zdjęciowych z Marilyn Monroe. 

## Wczesne życie
Urodził się jako Milton H. Greengold w żydowskiej rodzinie w Nowym Jorku. Fotografią zainteresował się już jako nastolatek, zaczynając robić swoje pierwsze zdjęcia w wieku 14 lat. Otrzymał stypendium Pratt Institute, ale zamiast niego wybrał karierę fotograficzną. Odbywał praktyki u fotoreportera, Elliota Elisofena, a następnie podjął pracę jako asystent Louise Dahl-Wolfe. Ostatecznie rozpoczął własną karierę, w wieku dwudziestu trzech lat będąc już znany jako uzdolniony twórca w fotografii kolorowej.

## Życie prywatne
W 1942 roku ożenił się z ukochaną z dzieciństwa, Evelyn Franklin. Para rozwiodła się w 1949 roku. W 1953 roku jego drugą żoną została Amy Franco (ur. 1929 na Kubie). Mieli dwóch synów: Joshuę i Anthony'ego. Byli małżeństwem aż do śmierci Greene'a.